# 岡山県倉敷スポーツ公園野球場
岡山県倉敷スポーツ公園野球場（おかやまけん くらしきスポーツこうえんやきゅうじょう）は、岡山県倉敷市の岡山県倉敷スポーツ公園内にある野球場。愛称は倉敷マスカットスタジアム。施設は岡山県が所有し、県の外郭団体である公益財団法人倉敷スポーツ公園が指定管理者として運営管理を行っている。

## 概要
岡山県はかつて岡山市北区にある岡山県野球場を県下のメイン球場として使用していた。しかし老朽化に加え、収容人員が15,000人（公称）にとどまり狭隘化していたことなどから、県は1980年代から新球場の建設構想を持っていた。新球場の建設計画は1980年代後半に具体化し、倉敷市中庄地内で整備が進められ、1995年（平成7年）に完成。
一般公募により、岡山県名産のブドウ「マスカット・オブ・アレキサンドリア」に因む愛称「マスカットスタジアム」が付与された。開場以来、県下のメイン球場として機能するようになり、高校野球、社会人野球などアマチュア野球公式戦やプロ野球公式戦・オープン戦もマスカットスタジアムでの開催になった。
また、これまで倉敷市の成人式が行われていた倉敷チボリ公園が2008年（平成20年）末をもって閉園されたため、2009年（平成21年）以降は本スタジアムで成人式が行われる。

## 施設

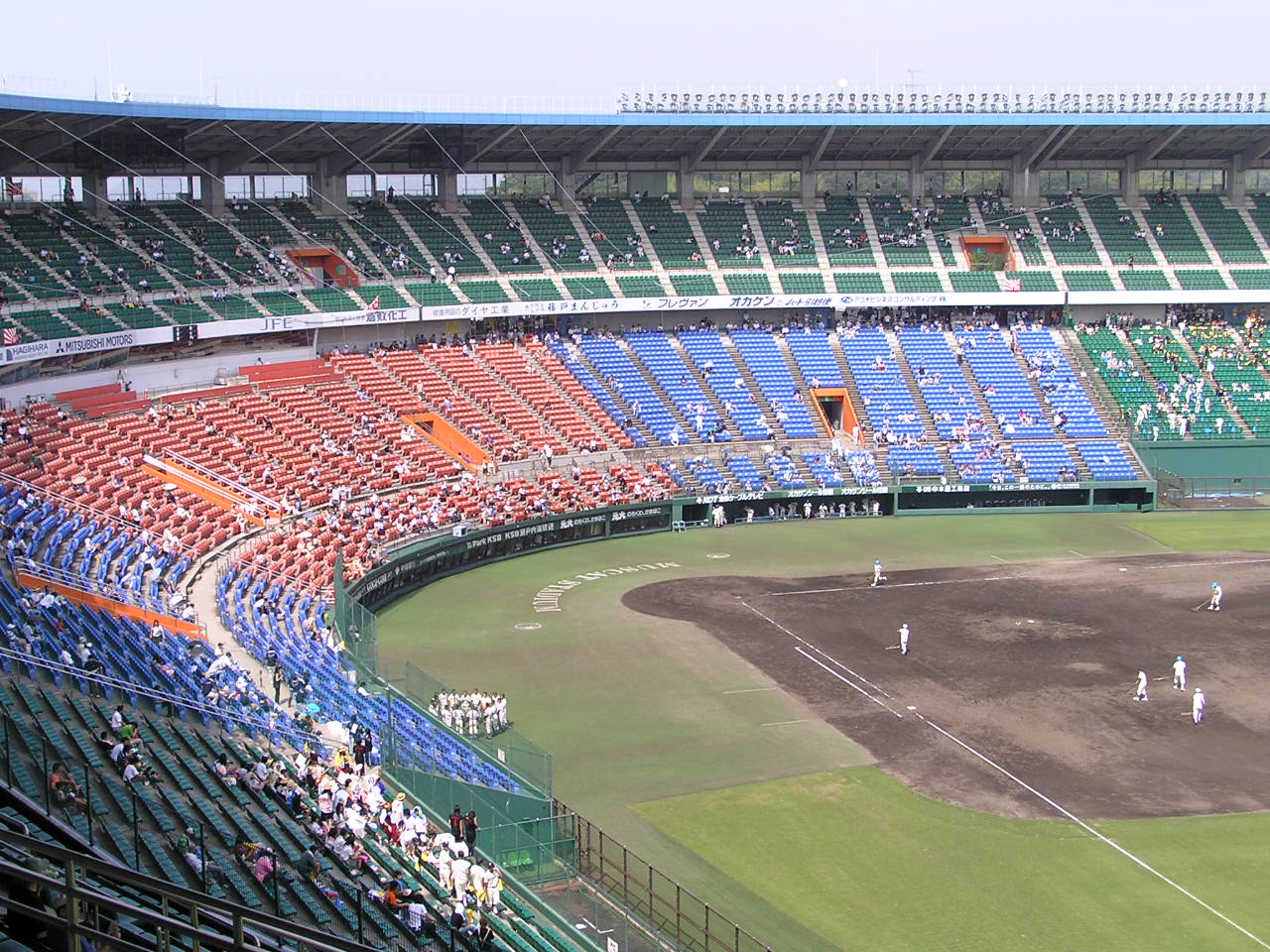
内野スタンド

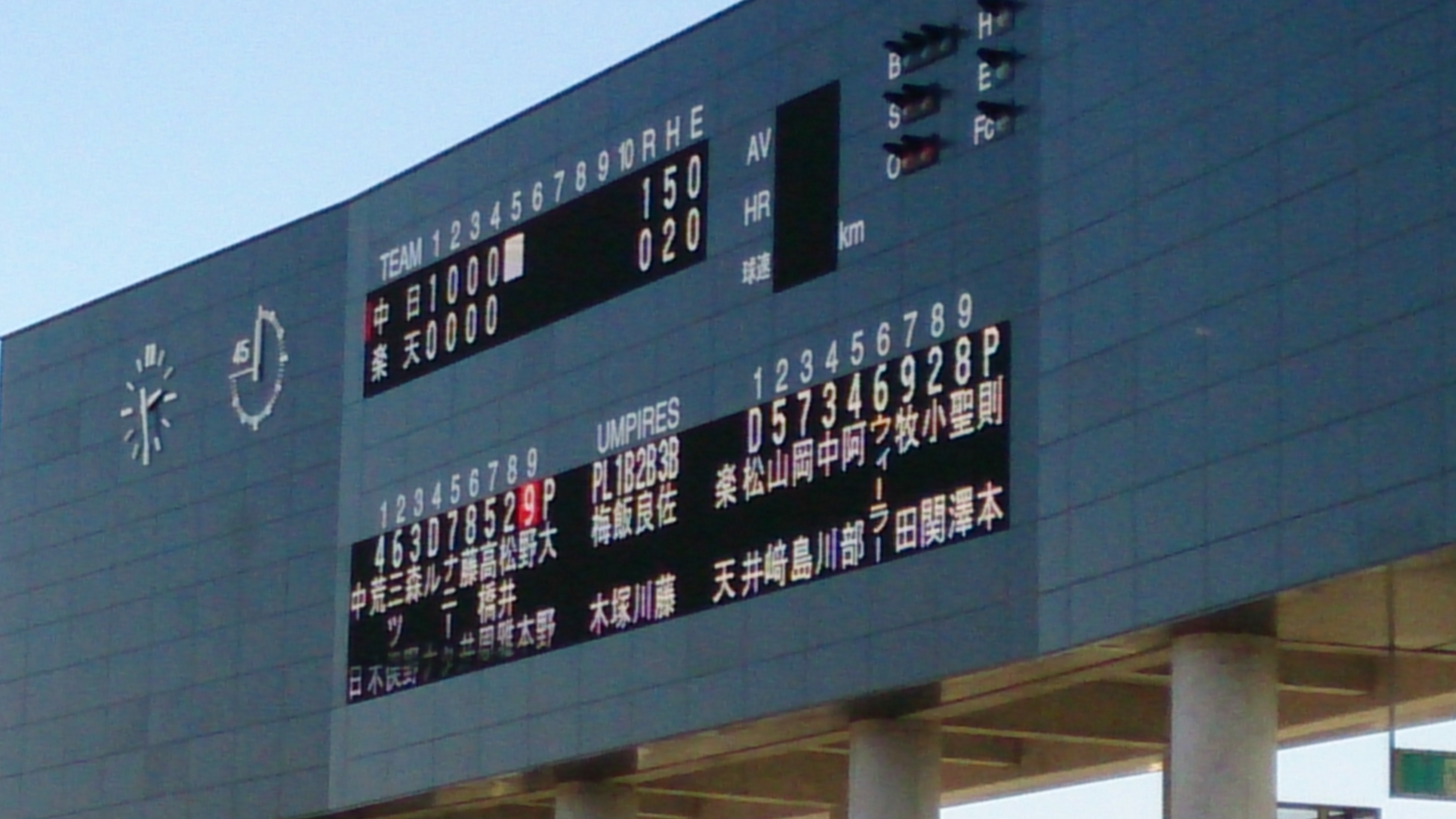
更新後のスコアボード

15,000m2超のグラウンド面積は国内でも最大規模である。特に外野側のファウルゾーンの広さは他に類を見ない。このため守備側には有利で、攻撃側にはやや不利となる。また観客にとっては内野スタンドからフィールドが遠いため「臨場感に欠ける」という意見もある。また、外野席はプロ野球の試合の時だけ開放される。外野席は個別シートが採用されており地方球場でよくあるロングシートでは無い。
スコアボードの左翼側にある時刻を示す時計の隣には、サッカーで使用される45分を計る時計も設置されている。しかし、サッカーでの試合は完成後の1995年（平成7年）にJリーグのエキシビションとして「サンフレッチェ広島vsディナモ・モスクワ（ロシア）」の試合が行われたことがあるのみ。右翼側には表示部が設置されていない空白部があり、ここには大型映像装置の設置を前提にしてスペースを空けてあるものだが、2014年（平成26年）秋から2015年（平成27年）冬の改修実施までの間設置されることはなかった。
2015年（平成27年）春にこのスコアボードがこれまでの電球式からフルカラーLED式のものに改修されており、出場選手氏名の部分を簡易的なフリーボードに改修（この際、中央部分にあったその日の最大3試合分の試合結果の表示を撤去）し、必要に応じて選手紹介の写真や、他球場試合速報、その他のお知らせなどの簡易動画を提供できるとしている。
なお大型ビジョンについては、プロ野球以外では利用見込みが低く費用対効果の観点から今回も設置を見合わせている。
2018年（平成30年）春には、1塁側・3塁側のベンチが、ZOZOマリンスタジアム・MAZDA Zoom-Zoom スタジアム広島・ナゴヤドーム・阪神甲子園球場などで採用されている所謂メジャーリーグスタイルのベンチに改修された。
2025年（令和7年）には、山陽新聞による取材で、芝の劣化や施設の老朽化の為、3万席を超える観客席も一新する。1995年のオープン以降初の大規模改修になる予定。
- 構造：鉄筋コンクリート4階建
- グラウンド面積：15,102m2
- 両翼：99.5m、中堅：122m
- 内野：クレー舗装、外野：天然芝
- 収容人数: 30,494人（内野：20,248席、外野：10,246席）
- 照明設備：内野＝スタンド大庇先端上投光器（2階スタンドの上屋に設置）外野＝照明塔2基
- スコアボード：電光式（2015年 簡易フリーボード型フルカラーLEDに改修）

### 付属施設
建物内にはピッチング練習場の他に各種運動施設が設けられ、定期的に教室も開かれている。
- エアロビクススタジオ
- スカッシュコート
- トレーニングジム
- 武道場
- スポーツ資料室 - 地元出身野球選手の記念品を中心に展示。通常は閉鎖されているため、見学には球場事務所に申込が必要。なお、星野仙一に関するものは、一時期は倉敷美観地区にあった星野仙一記念館（2008年3月 - 2021年11月30日）にて展示されていたが、同記念館閉館後は所蔵品約1,000点全てが倉敷市に寄贈された[4]。

## 倉敷スポーツ公園補助野球場
- 両翼：99.5m、中堅：122m
- 内野：クレー舗装、外野：天然芝
- 収容人数：約1,400人（内野席のみ）
- 照明設備：鉄塔式4基
- スコアボード：磁気反転式

## プロ野球関連

### セ・リーグ

#### 阪神タイガース
- NPB加盟12球団で唯一、定期的に公式戦の開催を行っており、原則として毎年1試合、平日にナイターで当球場にて組まれている。
- 開催時期は一定ではないが、2012年（平成24年）を除き、毎年7月までに開催されている。
- 地元の勧進元として主催している団体は、岡山日日新聞（夕刊地方紙、2011年まで） → 朝日新聞・日刊スポーツ（2012年） → 山陽新聞（朝・夕刊地方紙、2013年から）と変遷している。
- 対戦相手は、セ・リーグでは巨人と広島以外の3チームのうちいずれかと組まれている。また、 セ・パ交流戦が始まった2005年（平成17年）以降は、同期間中にパ・リーグのチームを対戦相手に迎えることもある（2005年の対オリックス、2006年の対日本ハム、2013年の対西武、2019年の対楽天）。
- 2020年は新型コロナウイルス感染症蔓延により開幕が遅れた影響で、2021年は東京オリンピック開催による影響で、それぞれ変則日程となったため開催がなかった。2022年も開催がなかったが、2023年より再開している。
- 2023年までの当球場での阪神の成績は26勝15敗1分（広島主催分を含む）と大きく勝ち越しており、2006年の秋季キャンプ初日には岡田彰布監督が「マスカットスタジアムは、非常に縁起の良い球場」と岡山の阪神ファンの前で公言するほどである。
- 2017年からは二軍（ウエスタン・リーグ）の主催試合も行われている（山陽新聞社と共催。対戦相手はいずれも広島。原則としてナイター。2020年と2021年は開催せず）。

| 日付          | 対戦相手   | 観客動員数 | 結果   | 責任投手       | 備考                                         |
| ------------- | ---------- | ---------- | ------ | -------------- | -------------------------------------------- |
| 1995年5月16日 | ヤクルト   | 23,000人   | 〇3-2  | 藪             | 当球場初のプロ野球公式戦                     |
| 1996年5月6日  | 中日       | 18,000人   | ●1-3   | 竹内           |                                              |
| 1998年5月26日 | 中日       | 25,000人   | 〇2-0  | 川尻           | ノーヒットノーラン                           |
| 1999年8月3日  | 中日       | 25,000人   | ●0-2   | 中込           |                                              |
| 2000年6月30日 | 横浜       | 23,000人   | 〇7-4  | 中込           |                                              |
| 2001年6月12日 | 中日       | 16,000人   | 〇3-2  | 伊藤           |                                              |
| 2002年5月28日 | 横浜       | 24,000人   | ●4-6   | 藪             |                                              |
| 2003年6月3日  | 中日       | 30,000人   | 〇10-5 | 井川           |                                              |
| 2004年5月7日  | 中日       | 25,000人   | ●3-4   | 福原           |                                              |
| 2005年5月24日 | オリックス | 21,435人   | ●2-4   | 杉山           |                                              |
| 2006年5月16日 | 日本ハム   | 21,435人   | 〇3x-2 | 久保田         |                                              |
| 2007年7月3日  | ヤクルト   | 19,010人   | 〇2x-1 | 橋本健         |                                              |
| 2008年7月15日 | ヤクルト   | 26,112人   | ●0-6   | 岩田           |                                              |
| 2009年4月28日 | 横浜       | 19,163人   | 〇8-4  | 江草           |                                              |
| 2010年7月6日  | ヤクルト   | 24,546人   | 〇6-1  | スタンリッジ   |                                              |
| 2011年7月1日  | 横浜       | 28,249人   | 〇10-1 | 岩田           | 開場15周年                                   |
| 2012年8月23日 | 中日       | 28,045人   | 〇6-3  | 岩田           | 岡山夏の虎祭り!                              |
| 2013年6月5日  | 西武       | 29,103人   | 〇3x-2 | 安藤           |                                              |
| 2014年7月1日  | ヤクルト   | 30,035人   | 〇12-6 | 藤浪           |                                              |
| 2015年7月7日  | 中日       | 30,068人   | ●0-3   | 岩田           |                                              |
| 2016年4月21日 | ヤクルト   |            | 中止   |                | 雨天のため                                   |
| 2017年7月11日 | 中日       | 30,185人   | 〇10-1 | メッセンジャー |                                              |
| 2018年5月22日 | ヤクルト   | 29,324人   | 〇8-3  | メッセンジャー |                                              |
| 2019年6月18日 | 楽天       | 29,534人   | ●3-5   | 守屋           |                                              |
| 2020年4月28日 | DeNA       |            | 中止   |                | 新型コロナウイルスの影響による開幕延期のため |
| 2023年7月11日 | DeNA       | 30,268人   | ○7-2   | 青柳           |                                              |
| 2024年6月25日 | 中日       | 30,417人   | ●0-1   | 才木           |                                              |
| 2025年5月27日 | DeNA       | 30,434人   | 〇1x-0 | 岩貞           |                                              |

| 日付          | 対戦相手 | 観客動員数 | 結果  | 責任投手              | 備考                       |
| ------------- | -------- | ---------- | ----- | --------------------- | -------------------------- |
| 2017年8月10日 | 広島     | 12,820人   | 〇5-3 | 山本（先発：藤浪）    |                            |
| 2018年8月21日 | 広島     | 7,283人    | 〇6-2 | 竹安（先発：藤浪）    | デーゲーム                 |
| 2019年7月15日 | 広島     | 12,301人   | ●2-3  | 石井                  |                            |
| 2022年7月29日 | 広島     | 6,786人    | ●0-2  | 秋山                  | 継投でのノーヒットノーラン |
| 2023年7月28日 | 広島     | 6,334人    | ○5-2  | 鈴木                  |                            |
| 2024年7月26日 | 広島     | 6,794人    | ○5-2  | 西純                  | 福島、ランニングHR         |
| 2025年6月17日 | 広島     | 5,856人    | ●6-3  | 松原（先発 : 伊藤稜） |                            |

#### 読売ジャイアンツ
- 大阪遠征[注釈 1]の際に、稀に主催公式戦を開催することがある。これまでの開催実績は2001年・2003年・2006年・2018年である。
- 対戦相手は2001年が横浜ベイスターズ（当時）、2003年が中日ドラゴンズ、2006年と2018年が東京ヤクルトスワローズとなっている。
- 地元の勧進元への売り興行ではなく、読売新聞社・報知新聞社・日本テレビが主催し[注釈 2]、現地の系列局の西日本放送が共催する自主興行扱いである。

| 日付          | 対戦相手 | 観客動員数 | 結果  | 責任投手 | 備考 |
| ------------- | -------- | ---------- | ----- | -------- | ---- |
| 2001年9月4日  | 横浜     | 30,500人   | 〇3-1 | 入来     |      |
| 2003年9月2日  | 中日     | 30,500人   | 〇3-0 | 木佐貫   |      |
| 2006年4月18日 | ヤクルト | 24,873人   | 〇1-0 | パウエル |      |
| 2018年7月24日 | ヤクルト | 27,356人   | ●2-5  | 内海     |      |

#### 広島東洋カープ
- かつては毎年1 - 3試合行っていたものの、2008年以降は開催されていない（ただしオープン戦は2012年と2013年に開催している）。
- 広島主催では阪神戦が主体だった（年度により阪神主催と各1試合ずつ開催の場合もあり）。オープン戦では巨人戦の実績もある。
- 地元の勧進元として主催している団体は、山陽新聞であった。
- 広島主催ではないが、2024年と2025年にはオープン戦が実施された（何れも楽天主催）。

| 日付          | 対戦相手 | 観客動員数 | 結果  | 責任投手 | 備考     |
| ------------- | -------- | ---------- | ----- | -------- | -------- |
| 1997年6月29日 | ヤクルト | 25,000人   | ●0-9  | 山内     |          |
| 2002年4月25日 | 阪神     | 24,000人   | ●5-10 | 横山     |          |
| 2003年7月8日  | 阪神     | 30,000人   | ●4-8  | ブロック |          |
| 2005年9月23日 | 阪神     | 30,059人   | ●6-8  | 佐々岡   |          |
| 2006年4月6日  | 阪神     | 16,172人   | △2-2  |          | 延長12回 |
| 2007年5月17日 | 阪神     | 20,182人   | ○3-2  | 高橋     |          |

### パ・リーグ

#### 東北楽天ゴールデンイーグルス
- 2012年以降は当時の監督で地元出身である星野仙一との縁（後述）もありオープン戦を実施しており、星野が監督を退任し球団副会長となった2015年以降、死去した後の2019年まで継続された。2024年には5年ぶりにオープン戦が実施された。
- 地元の勧進元として主催している団体は山陽新聞だが、2015年は岡山放送も共催した。

| 日付          | 対戦相手     | 観客動員数 | 結果  | 責任投手         | 備考                      |
| ------------- | ------------ | ---------- | ----- | ---------------- | ------------------------- |
| 2012年3月10日 | ロッテ       | 7,154人    | ○3-1  | 下柳             |                           |
| 2012年3月11日 | 日本ハム     | 9,445人    | ●1-3  | 小山             |                           |
| 2013年3月7日  | 西武         | 3,855人    | ○2-1  | 加藤大           |                           |
| 2013年3月9日  | ヤクルト     | 7,188人    | ○7-1  | 菊池             |                           |
| 2013年3月10日 | 中日         | 6,520人    | ○4-2  | 則本             |                           |
| 2014年3月4日  | ロッテ       | 5,434人    | ○2-1  | 金刃             |                           |
| 2014年3月5日  | ロッテ       | 4,250人    | ○5-2  | 松井裕           |                           |
| 2014年3月7日  | 西武         | 7,012人    | ○3-2  | 美馬             |                           |
| 2014年3月8日  | 中日         | 10,837人   | ○1-0  | 則本             |                           |
| 2014年3月9日  | 中日         | 11,677人   | ○4-3  | ファルケンボーグ |                           |
| 2015年3月6日  | ヤクルト     | 5,112人    | ●2-4  | レイ             |                           |
| 2015年3月7日  | 中日         |            | 中止  |                  | 雨天のため                |
| 2015年3月8日  | 中日         | 16,325人   | ●3-6  | 入野             |                           |
| 2016年3月4日  | 西武         | 5,445人    | ○11-2 | 則本             |                           |
| 2016年3月5日  | ソフトバンク | 18,150人   | ●0-2  | 濱矢             |                           |
| 2016年3月6日  | ソフトバンク | 17,347人   | ●1-5  | 森               |                           |
| 2017年3月7日  | ロッテ       | 3,159人    | ●2-5  | 辛島             |                           |
| 2017年3月8日  | ヤクルト     | 3,369人    | △4-4  |                  | 9回                       |
| 2017年3月9日  | ヤクルト     | 3,388人    | ●4-7  | 岸               |                           |
| 2018年3月9日  | 西武         | 4,103人    | ●3-6  | 美馬             |                           |
| 2018年3月10日 | 西武         | 11,037人   | ○4-2  | 小野             |                           |
| 2018年3月11日 | 中日         | 16,186人   | ○3-0  | 岸               |                           |
| 2019年3月8日  | 阪神         | 10,766人   | ○7-1  | 岸               |                           |
| 2019年3月9日  | 西武         | 11,971人   | ●5-8  | 美馬             |                           |
| 2019年3月10日 | 西武         |            | 中止  |                  | 雨天のため                |
| 2024年3月1日  | 広島         | 6,477人    | ●2-4  | 鈴木翔           |                           |
| 2024年3月2日  | 広島         | 13,198人   | 〇3-1 | 渡辺翔           | 降雪のため6分間の試合中断 |
| 2024年3月3日  | 広島         | 16,886人   | ●2-3  | 宮森             |                           |
| 2025年3月1日  | 広島         | 15,286人   | △1-1  |                  | 9回                       |
| 2025年3月2日  | 広島         | 14,739人   | ●0-2  | 津留﨑           |                           |

#### その他球団
- オリックスと日本ハムが、かつて年1試合の主催公式戦を開催していた時期があった。オリックスは岡山放送が、日本ハムはは朝日新聞・日刊スポーツ・瀬戸内海放送が主催していた。

### オールスターゲーム

#### セントラル・リーグ
1999年にはオールスターゲーム（7月27日、予備日・同28日）が開催された。
| 日付          | 対戦相手 | 観客動員数 | 結果  | 責任投手 | 備考 |
| ------------- | -------- | ---------- | ----- | -------- | ---- |
| 1999年7月27日 | 全パ     | 27,202人   | 〇2-1 | 石井一   |      |

#### ウエスタン・リーグ
2015年にはフレッシュオールスターゲーム（7月16日、予備日・同17日）の開催が予定されていたが、台風11号の直撃にあい、当日・予備日ともに天候の回復が見込めなかったため、大会史上初となる開催完全中止となった。その後、同年12月14日、翌2016年のフレッシュオールスターゲームも当球場で開催することが発表され、試合は7月14日に行われた。
| 日付          | 対戦相手 | 観客動員数 | 結果 | 責任投手 | 備考                   |
| ------------- | -------- | ---------- | ---- | -------- | ---------------------- |
| 2015年7月16日 | 全イ     |            | 中止 |          | 台風11号のため         |
| 2015年7月17日 | 全イ     |            | 中止 |          | 予備日。台風11号のため |
| 2016年7月14日 | 全イ     | 15,091人   | ●1-6 | 青柳     |                        |

### キャンプ
中日、阪神、楽天の監督を歴任した星野仙一は倉敷市の出身であり、この縁から以前は中日が倉敷スポーツ公園内でオールスター期間中のミニキャンプや秋季キャンプを実施していた。
続いて、星野が阪神監督に就任した2002年（平成14年）から阪神が秋季キャンプを行っていた。尚、2007年からは安芸で行われている。
2011年からは楽天が秋季キャンプを行っており、星野退任後も継続されている。

### プロ野球誘致の動き

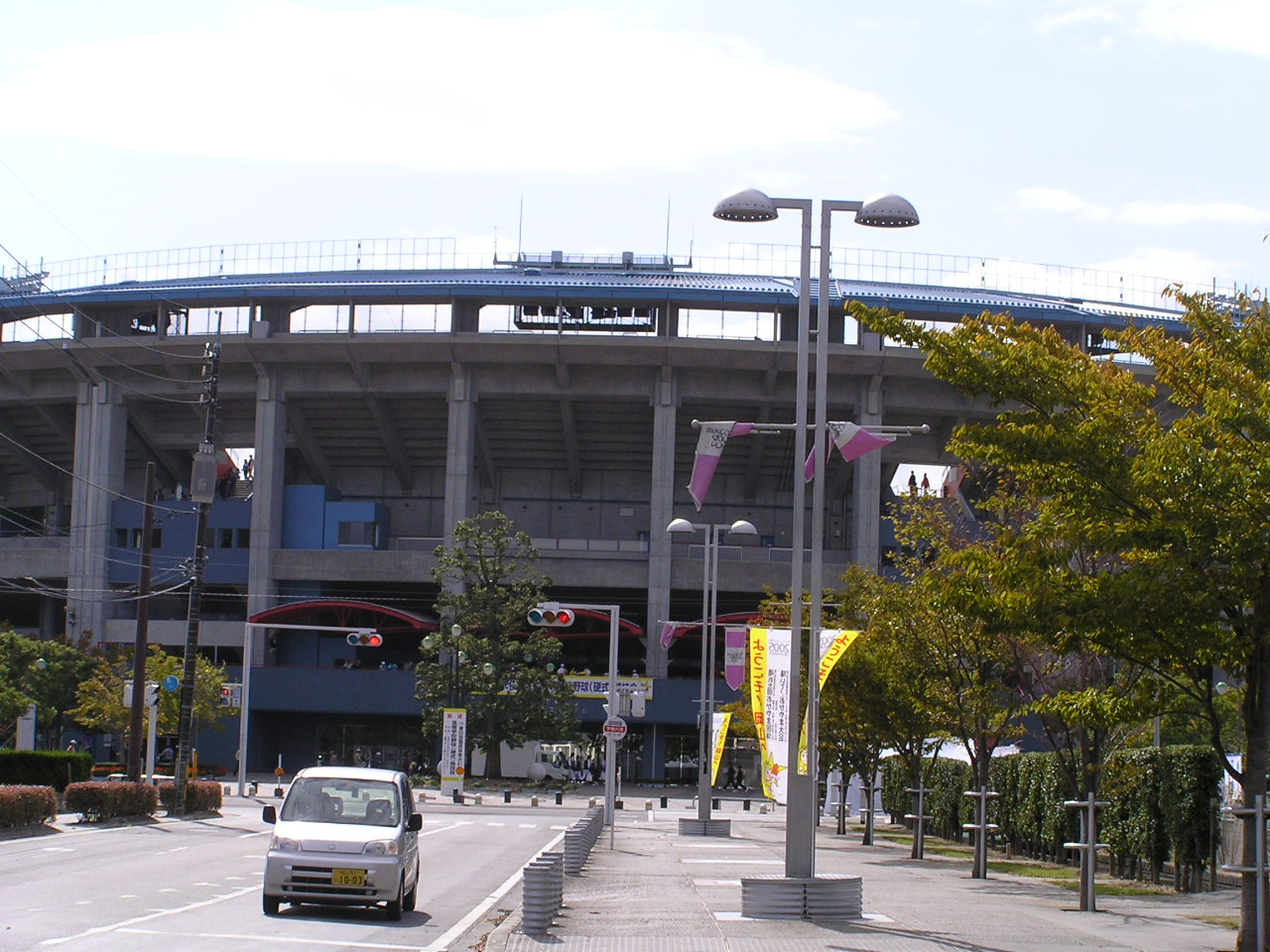
正面

近年、当球場ではプロ野球の開催試合数が減少していることから、地元行政や企業などが中心となって2005年（平成17年）夏に「岡山にプロ野球を誘致する会」が発足。プロ12球団に対してオープン戦・公式戦の開催誘致を呼びかけ、翌年は一時的に増加したが、その後再び減少傾向になっている。
その他に、ブルーウェーブ時代に当球場で年1試合公式戦を行っていたオリックス・バファローズ（または読売ジャイアンツ）に対し公式戦を年数試合開催するよう要望する動きや、隣の香川県に本拠地を置く四国アイランドリーグplusに属する香川オリーブガイナーズ、隣の兵庫県に本拠地を置く日本女子プロ野球機構に属する兵庫スイングスマイリーズに対し年間数試合のホームゲーム開催を要請する構想もある。
また、2008年（平成20年）に「チーム岡山球団設立推進委員会」が発足。アイランドリーグへの加盟を目指す新球団結成に動いており、実現すれば当球場が本拠地となる可能性もある。岡山球団のリーグへの加盟は当初2009年とされていたが、その後順延が続いており、2009年当時は2010年に「準備室開設段階球団」として球団組織をリーグに参加させ、2011年以降にリーグ戦に参加する構想だったものの、これも現在は具体化していない。

## 主なエピソード
- 1995年（平成7年）オープンにあわせて行われたセ・リーグトーナメントは急遽、阪神・淡路大震災救援のチャリティー大会となった。
- 1998年（平成10年）5月26日に行われた阪神タイガース対中日ドラゴンズ9回戦に2－0で阪神が勝利、川尻哲郎がノーヒットノーランの快挙を達成した。（投球数110、打者29人、2四球、奪三振1、1失策、併殺1）。またバッテリーを組んだ矢野輝弘は、中日時代の1996年（平成8年）に野口茂樹と組んで以来、捕手として通算2度目のノーヒッター達成に立ち会った。川尻は後に「実は前夜、飲み過ぎて二日酔いだったが、試合前の練習でひと汗かいて一気に身体が軽くなり、結果的にはベストコンディションで試合を迎えられた」とふり返っている。なお、NPBにおいてどの球団の本拠地球場でもない、いわゆる「地方球場」でのノーヒットノーランは2024年終了時点でこの試合が最新の記録となっている。
- 1999年（平成11年）7月27日のオールスターゲーム第3戦が「2リーグ制発足50周年記念試合」として開催された。雨中の熱戦となった試合は3安打を放ち決勝点を挙げた新庄剛志（当時阪神タイガース）がMVPに輝いた。なお、試合前の本塁打競争に試合で登板の予定がなかった松坂大輔（当時西武ライオンズ）と石井一久（当時ヤクルトスワローズ）が飛び入りで参加した。
- 2003年（平成15年）7月8日の広島東洋カープ対阪神タイガースでは8-4で阪神が勝ち、セ・リーグ最速となるマジック49が点灯した。
- 2006年（平成18年）3月3日の東北楽天ゴールデンイーグルス対西武ライオンズのオープン戦開催前に、東北楽天コーチの紀藤真琴対西武・江藤智の1打席限定の試合が行われた。2人とも広島東洋カープではチームメイトだったことから実現した。結果は紀藤が三振に仕留めた。
- 2007年（平成19年）3月5日の阪神タイガース対東北楽天ゴールデンイーグルスのオープン戦に、人気グラビアアイドルの熊田曜子と山本梓が始球式に登場。さらに試合終了後には2人のトークショーも開催され、試合を華やかにした。
- 2009年（平成21年）1月11日に行われた倉敷市の成人式は、2000年より開催場所となっていた倉敷チボリ公園の閉園を受けて当球場での開催が決定した。通例、冬季の間はグラウンド整備のために使用できないことになっているが、管理側の倉敷スポーツ公園が特別に許可を出した。そのために2010年以降の開催場所は未定としていたが、2010年以降も引き続き当地で開催されている。
- 2025年には9月に「NPBガールズトーナメント」を岡山県内で初開催することから、その球場のひとつに選ばれた。

## 主なアマチュア公式戦
社会人野球
- 岡山県社会人・大学野球対抗戦 3月
- JABA岡山大会 4月
- 都市対抗野球大会岡山県・鳥取県予選 5月 - 6月
- 社会人野球日本選手権大会岡山県・鳥取県予選 9月
- 同上・全国大会第1ステージ（2010年のみ。2011年は隣県の香川県営球場（レクザムスタジアム）と北九州市民球場の2箇所に機能を移行するも、東日本大震災のため中止。2012年からは大阪ドーム（京セラドーム大阪）での単独開催に戻っため、当球場での全国大会開催は1回だけとなった）

大学野球
- 中国地区大学野球連盟
  - 春季1部リーグ戦 4月 - 5月
  - 秋季1部リーグ戦 9月 - 10月

高校野球
- 春季岡山県高校野球大会 4月 - 5月
- 全国高等学校野球選手権岡山大会 7月
- 秋季岡山県高校野球大会 9月 - 11月
- 岡山県高等学校野球一年生大会 11月
- 中国地区高校野球大会（県内開催の場合）

軟式野球
- NPBガールズトーナメント

## 交通

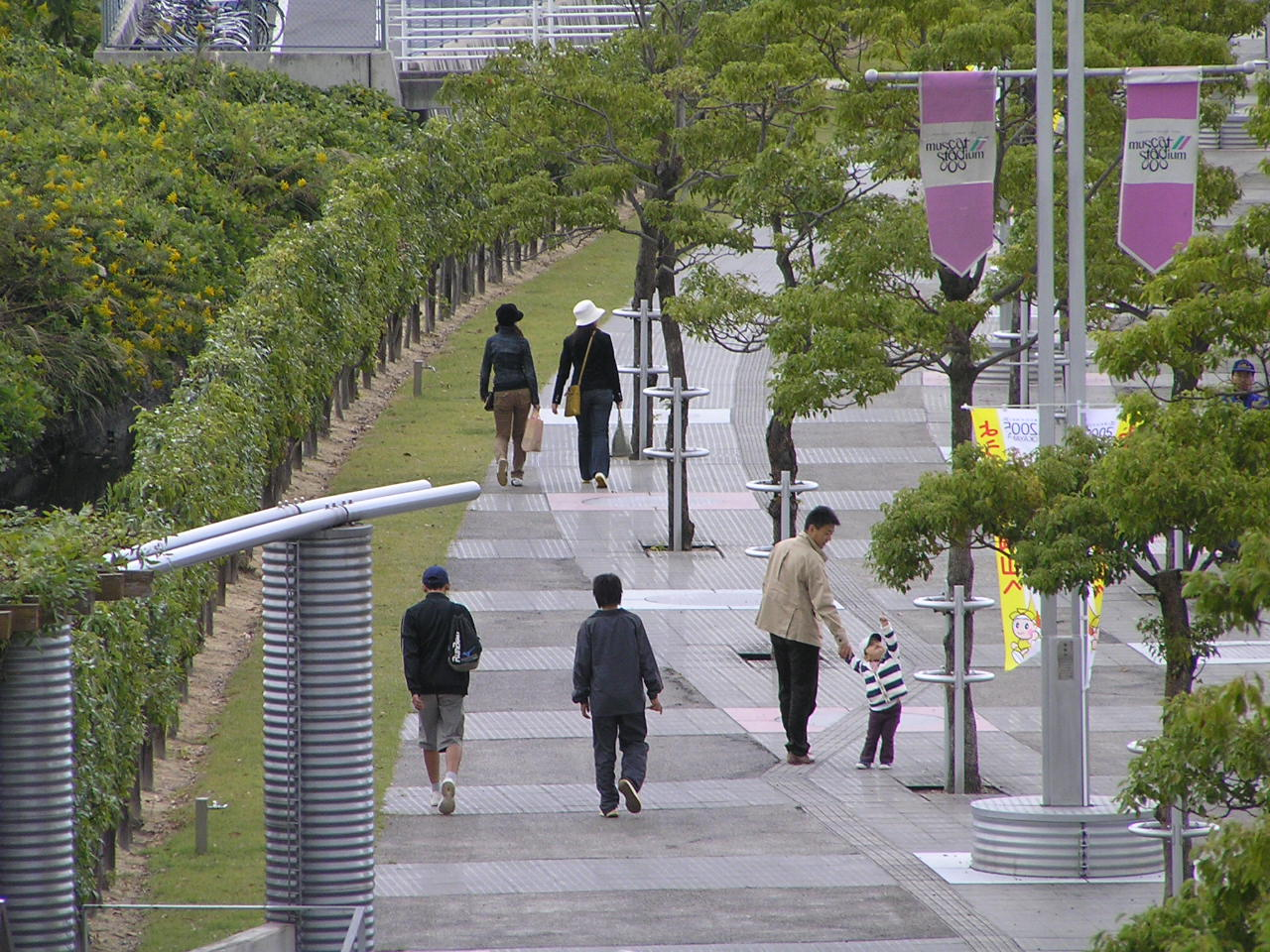
中庄駅南口からスタジアムへ通じる遊歩道

- JR山陽本線・中庄駅南口から徒歩約8分
- 山陽自動車道・倉敷ICから車で約7分
- 瀬戸中央自動車道・早島ICから車で約5分